# 충무로
충무로(忠武路)는 서울 남산의 북쪽을 동서로 가로지르는 서울 중구의 소로 부근을 일컫는 지명이다. 정확히는 서울중앙우체국에서 서울충무초등학교까지 이어지는 지역으로, 법정동 상 충무로1가~충무로5가에 해당한다. 특히 충무로1가 및 2가는 명동 번화가의 일부로서 잘 알려져 있다.

## 특징
- 명동8나길에서 퇴계로49길 사이의 골목길 주위가 충무로로 불린다. 주요 경유지는 서울 중앙우체국 - 한성화교소학교 - 계성여고 - (삼일대로 구간 단절) - 중부경찰서 - 스카라극장 - 진양상가 - 충무초등학교이다.
- 충무로1가는 명동의 중심가로 사람들이 북적거리고 있는 곳으로 서울에서 가장 번화한 곳이다. 또한 이곳은 대한민국 전체에서 공시지가가 가장 높은 지역이기도 하다.
- 충무로3가, 4가 일대에는 편집디자인 기획사들과 출력소들이 밀집되어 있다.
- 충무로4가 일대는 대한민국의 영화 아이콘을 상징하는 곳이기 때문에 대한극장, 극동극장을 비롯하여 여러 극장가를 이루고 있다. 또한 그 영향으로 인해 인쇄업, 출판업 업종이 많다.
- 서울 지하철 3호선이 지나가서 인근에 종로3가역, 을지로3가역, 충무로역이 있으며, 종로3가역은 1호선, 5호선과, 을지로3가역은 2호선과, 충무로역은 3호선과 환승이 가능한 교통의 요지이다.

## 법정동 별 행정동
- 충무로1·2가 : 명동 관할
- 충무로3가 : 필동 관할
- 충무로4·5가 : 광희동 관할

## 역사
조선 말기까지는 한성부 남부(南部) 또는 남서(南署) 관할의 명례방(明禮坊)·회현방(會賢坊)·훈도방(熏陶坊)·낙선방(樂善坊)·명철방(明哲坊) 지역으로 비가 오면 질어서 다니기 힘들어 진고개로도 불렸다.
일제강점기인 1914년 이곳에 일본인들이 모여 살기 시작하면서 이들 방 관할의 계 및 동이 통합되어 경성부 본정(本町, 혼마치[ほんまち])1정목(一丁目)~5정목까지 나뉘었다.
이후 1946년 10월 1일 : 일본식 동명(洞名)정리 사업에 따라, 이곳의 길을 이순신(李舜臣)의 시호인 충무(忠武)를 따서 도로명 및 법정동명에 붙였다.

## 같이 보기
- 충무로역
- 대한민국 영화
- 한국 영화